# Censo costarricense de 2022
El XI Censo Nacional de Población y VII Censo Nacional de Vivienda de Costa Rica se realizó durante el esquema originalmente previsto, del 8 de junio hasta el 28 de ese mismo mes del año 2022, sin embargo, el Instituto Nacional de Estadística y Censos (INEC) decide ampliar el período de recolección hasta el 30 de septiembre de dicho año. Tras varios meses de atrasos el censo finalmente es publicado el 20 de julio de 2023, levantando ese mismo día críticas de diversos sectores, incluido el Gobierno Central, quien lo tilda de “fracaso” y ordena a una investigación. Debido a las acusaciones, el INEC publica los resultados de este Censo como “Estimación de Población y Vivienda 2022” y explica en conferencia de prensa los múltiples inconvenientes enfrentados, aunque defiende sus resultados.

## Metodología y Contexto
El INEC habla de tres metodologías de estimación aplicadas: una basada en los datos censales; otra que se fundamenta en registros administrativos de carácter demográfico y otra que se basa en un modelo bayesiano para estimación de población. La estimación definitiva es un ponderado de estas tres metodologías. 
Ante las críticas por los resultados, el INEC explica que la pandemia de COVID-19, dificultades presupuestarias, faltante de personal censista y cambios tecnológicos fueron los factores que influyeron en una baja cobertura de viviendas censadas. De acuerdo al INEC, sólo un 60.7% del total de viviendas fueron censadas, porcentaje bastante bajo en comparación con el anterior Censo de 2011, cuando la cobertura fue de 93.6%.

## Resultados
La población de Costa Rica según el censo 2022 fue de 5.044.197 personas; entre ellos hay 2.511.844 hombres y 2.532.353 mujeres. La tasa de crecimiento anual de la población subió de 1.10% (entre los años 2000 y 2011) a 1.45% (entre los años 2011 y 2022).
En el caso de las viviendas, la cifra de unidades para el 2022 se situó en 1.836.291, con una tasa de crecimiento anual de 2.73% en el período comprendido entre 2011 y 2022.

### Población por provincia (mayor a menor)
| Posición | Provincia      | Población Censo 2011 | Población Censo 2022 | Crec. intercensal % (2011 - 2022) |
| -------- | -------------- | -------------------- | -------------------- | --------------------------------- |
| 1        | San José       | 1.404.242            | 1.601.167            | 14,0                              |
| 2        | Alajuela       | 848.146              | 1.035.464            | 22,1                              |
| 3        | Cartago        | 490.903              | 545.092              | 11,0                              |
| 4        | Puntarenas     | 410.929              | 500.166              | 21,7                              |
| 5        | Heredia        | 433.677              | 479.117              | 10,5                              |
| 6        | Limón          | 386.862              | 470.383              | 21,6                              |
| 7        | Guanacaste     | 326.953              | 412.808              | 26,3                              |
|          | Total del país | 4.301.712            | 5.044.197            | 17,3                              |